# Campanine
Le campanine sono uno strumento musicale tradizionale della cultura bergamasca, ma riscontrabile anche in ambiente brianzolo con il nome di "cembul", consistente in una sorta di xilofono popolare costituito da una serie di otto o più risuonatori in vetro disposti in scala diatonica maggiore. I vetri sono alloggiati all'interno di una scatola in legno che funge da cassa armonica per espandere le vibrazioni date dalla percussione esercitata sui vetri da martelletti suonati direttamente con le mani.

## Storia
Il termine campanine, caratteristico della lingua bergamasca, rinvia immediatamente al termine campana, ma non allude a una campana in miniatura, bensì a uno strumento preparatorio per avvicinarsi al suono delle campane, in particolar modo al suono delle campane secondo il sistema dell'allegrezza, vale a dire del suono a tastiera o a carillon. Le campanine nascono probabilmente verso la fine del XVIII secolo, quando nell'area bergamasca  e lombarda vengono fusi concerti di campane composti da cinque e più bronzi intonati in scala ascendente maggiore. Tale evento è molto probabilmente da ritenersi frutto dell'influsso della cultura d'oltralpe, in particolare la cultura che arrivava dalle Fiandre. Ampie zone della bergamasca, in primo luogo la Val Seriana, avevano sviluppato una fiorente industria tessile, contribuendo in tal modo al movimento delle merci oltre l'area italica. I mercanti non veicolavano solo merce, ma idee, abitudini.
Dall'interculturalità dei movimenti nasce l'immagine di campana come strumento musicale, non più solo concepito come strumento di richiamo per le funzioni religiose. Il suono a carillon entra in Lombardia e impone il dominio di una tecnica in precedenza sconosciuta nel mondo italiano delle campane, vale a dire una tecnica esecutiva realmente musicale. Rispetto alla tradizione colta del carillon europeo, costituita da brani di carattere classico e sovente alimentata da compositori di musica classica votati alle campane, la tradizione del suono a carillon bergamasco è prettamente popolare, con brani musicali della tradizione orale. Da qui nasce l'esigenza di avere uno strumento di esercizio per memorizzare in forma privata le melodie da eseguire sul campanile in occasione delle solennità religiose. È ancora da chiarire il motivo per cui le campanine siano state costruite con risuonatori in vetro, fatto che rende lo strumento decisamente unico nel panorama italiano. Certamente la sua costruzione s'inserisce nel panorama dei vetrofoni europei elaborati nel corso del XVIII secolo e vede attestata la messa a punto di Benjamin Franklin di una glassarmonica che a propria volta elaborava uno strumento già presente in Inghilterra. Nel caso del mondo germanico e anglosassone si fa tuttavia riferimento a cristalli in forma di bicchiere o con  forma circolare da adattarsi per il suono, mentre nel mondo bergamasco s'impone l'uso dello xilofono in vetro, con piastre o risuonatori in vetro.

## Organologia
Le campanine bergamasche sono costituite da listelli di vetro tagliati e intonati interamente a orecchio. I criteri di costruzione sono evoluti nel corso del tempo, ma fondamentalmente si può dire la sua costruzione è essenzialmente popolare. I vetri utilizzati un tempo e oggi recuperati provengono dalle finestre di vecchie case, che conservavano vetri fabbricati con tecniche in cui la superficie ottenuta non era perfettamente uniforme. Le irregolarità della superficie del vetro rendevano lo sguardo attraverso le finestre non perfettamente nitido come avviene oggi con i vetri di moderna lavorazione, ma certamente conferivano – in modo assolutamente inconsapevole per i produttori – una sonorità interessante ricca di vibrazioni. Non essendo disponibili accordatori, il suonatore tradizionale intonava i propri listelli in vetro tenendo spesso come riferimento la tonalità del concerto di campane del luogo in cui viveva. In altri casi si stabiliva una nota di partenza in base al primo risuonatore ottenuto e a partire da questa si andava a crescere d'intonazione con i risuonatori successivi. Le campanine più antiche rinvenute nel territorio bergamasco testimoniano  un'intonazione buona ma non sempre perfetta, proprio in ragione delle difficoltà esposte.
L'altezza di suono di una 'campanina' dipende da due variabili: la lunghezza e lo spessore. Esattamente come avviene con lo xilofono, il progressivo ridursi della lunghezza del risuonatore fa crescere la sua intonazione. Allo stesso modo, il vetro di maggiore spessore porta ad avere una nota più acuta. Lo spessore dei vetri utilizzati può variare da 1 millimetro a 5 millimetri. Negli ensemble musicali, i vetri di 1 millimetro vengono generalmente impiegati per suoni gravi (definendo questi strumenti come 'campanine basse', ad esempio in tonalità Sol2-Sol3). I vetri di 2-3 millimetri per i suoni intermedi ('campanine centrali' Sol3-Sol4). I vetri di 4-5 millimetri vengono impiegati per strumenti con suono marcatamente penetrante (Sol4-Sol5). Le campanine vengono costruite in scala diatonica maggiore, secondo il criterio della tradizione locale bergamasca e del suo repertorio. L'intonazione dei vetri avveniva in passato e avviene ancora oggi mediante la lavorazione dei bordi dei listelli in vetro per mezzo di pinze che vengono impiegate per togliere progressivamente frammenti di vetro e regolare l'intonazione della singola 'campanina'. La stessa operazione viene effettuata più agevolmente e con maggior precisione Con un tagliavetro in acciaio diamantato e mola ad acqua per rendere perfetta l'intonazione di ciascun risuonatore. L'esigenza di  perfezionare l'intonazione dei vetri deriva dalla necessità di suonare in gruppo e godere pertanto di un'uniformità che garantisca un'esecuzione corretta dal punto di vista dell'altezza dei suoni.
Ciò che rende il vetro suonabile è la cassa armonica, costituita da una scatola in legno rettangolare, dotata di un coperchio su cui viene praticata un'apertura per favorire la percussione sui vetri intonati e disposti in serie da parte di due martelletti. Il legno utilizzato è di natura assai variabile. In passato veniva utilizzato legno di scarto derivante da cassette per contenere la frutta, legno di vecchi mobili o armadi da gettare, in ogni caso legno piuttosto sottile, che non andasse oltre i 5 millimetri di spessore. Oggi viene utilizzato l'abete bianco e l'abete di risonanza, che garantisce una sonorità ampia e maggiore durata del suono prodotto da ogni singolo vetro. Il vetro produce suono in quanto percosso da martelletti con manico in legno alla cui estremità vengono fissati tappi in sughero naturale o agglomerato.
I vetri tagliati e intonati vengono poggiati su sostegni all'interno della cassa, i quali possono essere di diversa natura. La tradizione conserva l'uso di impiegare dello spago comune che viene fatto passare attraverso quattro fori all'interno della scatola, su cui vengono sistemati i risuonatori; questi ultimi vengono poi fissati con colla comune, colla a caldo o silicone (in passato si usava colla di pesce). Oggi in alternativa vengono alloggiati due listelli in legno su cui vengono poggiati i vetri, utilizzando come 'ammortizzatore' tra il vetro e il legno una sottile striscia in gommapiuma.   
La sonorità dello strumento può variare in base a tre fattori: la qualità del vetro, la qualità del legno, la qualità del sughero. Il suono che emerge, al primo ascolto, ricorda assai da vicino quello dei carillon meccanici, nati in Svizzera alla fine del XVIII secolo. Non è un caso neppure la pluralità di significati posseduta dal termine 'carillon', indicante sia il suono di campane a tastiera in Francia e nord Europa, sia la scatola musicale (boîte à musique in francese o musical box in inglese). In tale gioco di rimandi e suggestioni s'inserisce la vitale sonorità dello strumento 'campanine'.
Negli anni più recenti le campanine hanno utilizzato altro materiale di costruzione in alternativa al vetro. È il caso del metallo e dell'ottone, materiali la cui sonorità viene più direttamente assimilata al suono delle campane. Piastre e tubi vengono tagliati e intonati secondo lo stesso criterio impiegato per i vetrofoni. Anche in questo caso le variabili per ottenere diverse altezze di suono sono: la lunghezza del tubo e il suo spessore, la lunghezza della piastra e il suo spessore. La miscela di suono tra risuonatori in vetro, metallo e ottone offre un effetto d'insieme di deciso interesse, come ascoltabile nei repertori della Federazione Campanari Bergamaschi e della Scuola Campanaria di Roncobello. Con il tempo, le campanine hanno finito per divenire uno strumento a sé stante, spesso usato nelle osterie con la chitarra e la fisarmonica nelle lunghe domeniche invernali. Alcuni dei brani eseguiti sulle campanine difficilmente possono essere trasportati sulle tastiere dei campanili pensati per quindici risuonatori (cioè listelli o tubi). Spesso vengono introdotti abbellimenti che necessariamente vengono eliminati o semplificati nell'esecuzione sui più impegnativi tasti del campanile.

## Repertorio
Il repertorio delle campanine in bergamasca, inteso come strumento preparatorio per la musica a tastiera da eseguirsi sul campanile, non si discosta fondamentalmente da quello delle campane. Annovera perciò marce, qualche brano religioso e molta musica da ballo. Per sua natura, le campane e le campanine si collocano a metà strada tra la dimensione sacra e quella profana, in quanto sono strumenti finalizzati alla celebrazione delle solennità religiose ma crescono e presentano un repertorio tipicamente popolare ed extra-religioso. Non è un caso che una delle più grandi contraddizioni causate dall'automazione dei concerti di campane sia stata l'introduzione – con il suono dei martelletti elettrici o elettrobattenti - di molte melodie religiose che erano assolutamente estranee al repertorio tradizionale e che tuttavia erano bene accette sia ai sacerdoti che al popolo in quanto parte della cultura locale.
Un tratto essenziale del repertorio musicale di questo strumento è il fatto di essere stato tramandato oralmente sino a qualche decennio fa, per cui la trascrizione e la registrazione sonora dei brani ha salvato dall'oblìo l'ultima parte di un grande repertorio certamente scomparso, il quale oggi si attesta sui 400 brani.
I rapporti tra il suono delle campanine e della musica colta non è direttamente documentato. Il musicista bergamasco Gaetano Donizetti (1797-1848) introduce l'uso della glassa armonica nella Lucia di Lammermoor, strumento che tuttavia rimanda alla tradizione europea. Va tuttavia segnalato che l'uso della glassa armonica o arpa a vetro o bicchieri era comunque diffusa in bergamasca, con testimonianze accertate nella zona della Valle Gandino, in particolare da Casnigo.
Sotto il profilo tecnico, i brani o 'suonate' per campanine ricalcano in maniera elementare la struttura dei brani ottocenteschi per pianoforte scritti in funzione del ballo: la mano destra tende ad eseguire fondamentalmente la melodia mentre la sinistra si muove nell'accompagnamento tra i gradi di tonica, dominante e sottodominante. Piuttosto frequenti sono i passaggi dalla tonalità maggiore alla relativa minore, sebbene il numero di risuonatori (otto o dieci) consenta uno sviluppo piuttosto limitato della melodia sul sesto grado. In ogni caso, tutti i brani sono stati composti in tonalità maggiore, in consonanza col repertorio del canto popolare e del resto della musica strumentale della zona bergamasca e prealpina. Si trovano, in alcuni repertori più elaborati, suonate per 'una sola mano' in cui è assente l'accompagnamento e prevale la parte prettamente melodica.
Le aree della bergamasca in cui si è sviluppata maggiormente tale tradizione sono la Media Valle Seriana, la Valle Gandino e la Media Valle Brembana, ciascuna delle quali conserva un repertorio differente e ben definito dal punto di vista stilistico e compositivo.

### Discografia
- Federazione Campanari Bergamaschi, L'Armonìa. Tradizione campanaria delle valli bergamasche, 2005.
- Federazione Campanari Bergamaschi, Suonata serale. campane e campanine di Leffe, 2009.
- Scuola Campanaria di Roncobello, Bandèla. Musica campanaria delle valli bergamasche negli strumenti della tradizione, 2006.
- Scuola Campanaria di Roncobello, Un'insolita dolcezza. Canti e melodie del natale popolare, 2006.
- Scuola Campanaria di Roncobello, Giuoco di festa. Campane e campanine delle valli di Bergamo nel XXI secolo, 2009.

### Video
- Video dimostrativo del suono delle campanine, su youtube.com.